# Rivadavia (partido)
Pour les articles homonymes, voir Rivadavia.
Rivadavia est un partido de la province de Buenos Aires fondé en 1910 dont la capitale est América.